# Regina Frey

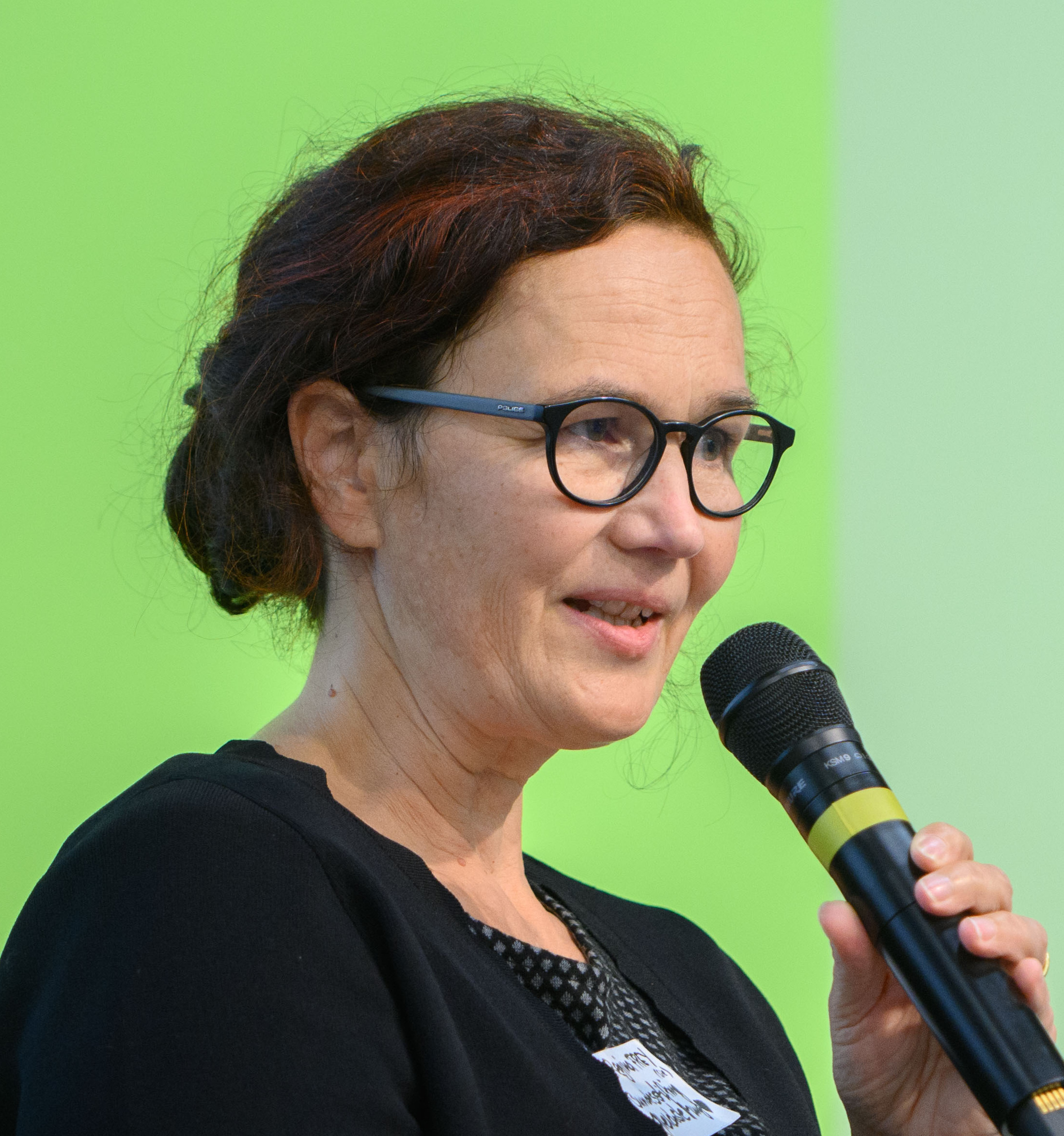
Regina Frey, 2022

Regina Frey (* 1966 in München) ist eine deutsche Politikwissenschaftlerin. Sie leitete von 2015 bis Anfang 2020 die Geschäftsstelle zum Zweiten und teilweise zum Dritten Gleichstellungsbericht der Bundesregierung am Institut für Sozialarbeit und Sozialpädagogik. Sie ist Fachexpertin für Gleichstellungspolitik und hat im Themenfeld zahlreiche Veröffentlichungen.

## Leben
Regina Frey erlangte das Abitur auf dem zweiten Bildungsweg an der Schule für Erwachsenenbildung (SFE) in Berlin. Sie studierte Politikwissenschaften an der Ludwig-Maximilians-Universität München und der Freien Universität Berlin. Nach ihrem Abschluss absolvierte sie das „Entwicklungspolitische Zusatzstudium“ am Seminar für Ländliche Entwicklung (SLE) der Humboldt-Universität zu Berlin. Von 1996 bis 2001 war sie Wissenschaftliche Mitarbeiterin an der Freien Universität Berlin. Sie promovierte am Otto-Suhr-Institut für Politikwissenschaften. Im Jahr 2002 gründete sie das genderbüro in Berlin. Mit dem genderbüro bot Regina Frey sozialwissenschaftliche Forschung und Beratung sowie Weiterbildungen im Politikfeld Gleichstellung an. Von 2009 bis 2014 war Regina Frey Mitgesellschafterin in der Agentur für Gleichstellung im ESF. Die Agentur begleitete die Umsetzung von Gender-Mainstreaming im Bundesprogramm des Europäischen Sozialfonds u. a. durch Fachexpertisen, Handreichungen und Veranstaltungen. Von 2010 bis 2012 war Regina Frey im Gründungsvorstand der Fachgesellschaft Gender Studies. Mitte 2015 bis Ende 2018 leitete sie die Geschäftsstelle des Zweiten Gleichstellungsberichts der Bundesregierung. Seit 2019 bis März 2020 leitete sie die Geschäftsstelle des Dritten Gleichstellungsberichts der Bundesregierung. Regina Frey setzt sich für die Weiterentwicklung und Verbesserung gleichstellungspolitischer Maßnahmen ein. Sie ist Mitverfasserin des Gender-Manifests 2006, das zu einer kritisch reflektierten genderorientierten Bildung und Beratung aufruft. Sie ist Teil des European Gender Budgeting Network. Sie war Mitglied im Beirat des Projekts „Good Diversity – Strategien und Umsetzungsoptionen für neue Anforderungen an die Gleichstellungspolitik an deutschen Hochschulen“ an der Freien Universität Berlin.

## Veröffentlichungen (Auswahl)

### Monografien
- Trainingshandbuch. Gender und Gender Mainstreaming in der Entwicklungszusammenarbeit. Impulse für eine genderreflektierte und an Geschlechtergerechtigkeit orientierte Arbeit von Nichtregierungsorganisationen. Herausgegeben von WIDE Austria – Netzwerk Women in Development Europe & genderbüro Berlin. Verlag docupoint, Magdeburg, 2008.
- Gender im Mainstreaming. Geschlechtertheorie- und -praxis im internationalen Diskurs. Königstein/Taunus: Ulrike Helmer Verlag.

### Herausgeberschaften
- Gender Mainstreaming im Europäischen Sozialfonds. Ziele, Methoden, Perspektiven. Agentur für Gleichstellung im ESF Berlin 2014.
- Warum Männer und Frauen zuhören und einparken können – oder warum eine theoretisch inspirierte Gender-Praxis angebracht ist. In: Netzwerk Gender Training (Hrsg.): Geschlechterverhältnisse bewegen. Erfahrungen mit Gender Training. Ulrike Helmer Verlag, Königstein/Taunus 2004, S. 39–46.